# 陳桂芳
陳桂芳（？—？），福建省龍巖直隸州漳平縣人，清朝政治人物、同進士出身。
光緒二十四年（1898年），参加光緒戊戌科殿試，登進士三甲118名。同年五月，以主事分部学习。